# Ахмад Муса
Ахмад Муса — персидский художник, работавший в 1330—1350 годах в Багдаде.

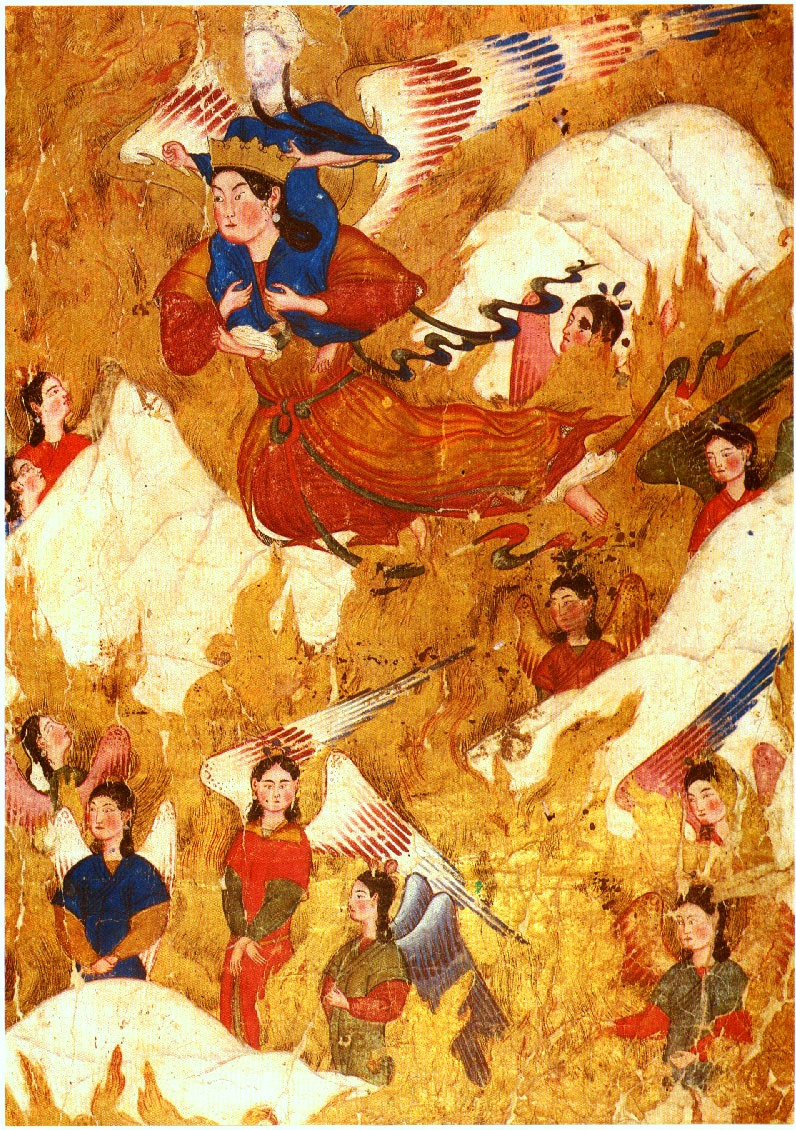
Ахмад Муса. Архангел Джибраил несет пророка Мухаммеда над горами. 1330-1350 гг. Музей Топкапы Сарай, Стамбул.

Живший в XVI веке персидский автор «Трактата о каллиграфах и художниках» Дуст Мухаммад сообщает об Ахмаде Мусе в возвышенных тонах. Дуст Мухаммад считает Ахмада Мусу крупнейшим реформатором средневековой персидской живописи, сообщая, что именно он «…снял завесу с лица изображения…» и «…создал изображение, которое теперь в употреблении». Дуст Мухаммад сообщает также, что он был автором миниатюр к  рукописям «Абу Саид-наме», «Калила и Димна», «Мираджнаме» и «История Чингиза», которые впоследствии находились в библиотеке потомка Тимура Султана Хусейна Байкара.
Ахмад Муса работал во время правления Абу Саида (1317-1335) из династии ильханов. Сегодня не существует ни одной подписанной Ахмадом миниатюры.  С относительной долей уверенности ему приписывают несколько миниатюр на тему «Мираджнаме», вырезанных из старой рукописи, и вставленных в альбом, известный сегодня как «Стамбульский» (Стамбул, Топкапы Сарай). Атрибуция принадлежит известному исследователю Рихарду Эттингхаузену. «Мираджнаме» - это история мистического путешествия пророка Мухаммеда на небеса (слово «мирадж» означает буквально «лестница»). История восшествия Мухаммеда на небо восходит к жизнеописанию пророка, составленному Ибн Хашимом («Сират ан Наби»).
Впоследствии этот религиозный сюжет описывали в своих произведениях Хайдар и Низами. Особенностью стамбульской серии миниатюр на эту тему является то, что Ахмад Муса создал неканоническое изображение этого сюжета, то есть такое, какого нет ни в одной версии «Мираджнаме». Пророк Мухаммед у него совершает восшествие не на коне Бурак, а верхом на архангеле Джибраиле, как это можно видеть в миниатюре «Архангел Джибраил несет Мухаммеда над горами». Джибраил изображен в «китайском стиле» - одежды и ленты развеваются на китайский манер, тип лица Джибраила также китайский. Мухаммед изображен в чалме, с бородой, и косами, его лик прикрыт полупрозрачной завесой. Миниатюры были созданы в период сильного китайского влияния на персидскую живопись, когда страной правили монголы.
У Ахмада Мусы были ученики; среди наиболее известных Дуст Мухаммад называет Даулат Яра и Шамс ад-Дина.